# Volverado de Narbona
Volverado (em latim: Volveradus) ou Vulverado (em latim: Vulveradus) foi um nobre, da família dos guilhérmidas, que governou como visconde do Viscondado de Narbona no início do século X. Era filho de Francão II e sua esposa Arsinda, filha de Suniário II. Governou Narbona com seu irmão Odão, tendo sido registrado em 920-921 ou 925-926 em um documento no qual assinou com sua cunhada, Riquilda de Barcelona.